# Izabal
Izabal é um dos 22 departamentos da Guatemala, país da América Central. Sua capital é a cidade de Puerto Barrios.
Izabal faz divisa ao norte com Belize, a nordeste com o Golfo de Honduras, a leste com Honduras, a noroeste com o departamento de El Petén, a oeste com o departamento de Alta Verapaz e ao sul com o departamento de Zacapa.
No departamento de Izabal está localizado o Lago Izabal, o maior lago do país (com 48 km de comprimento e 24 km de largura, com uma área de 590 km²).
No quesito transportes, no departamento de Izabal encontra-se os portos de Puerto Barrios e Puerto Livingston. Izabal compõe ainda o círculo da colonização maia, em seu território estão localizadas as ruínas de Quiriguá.

## Municípios
1. El Estor
2. Livingston
3. Los Amates
4. Morales
5. Puerto Barrios